# Тоцький Іван Корнилович
Іван Корнилович Тоцький (1896—1957) — співак-бас (бас-кантанте). Народний артист УРСР (1948). Чоловік співачки Мелітіни (Тіни) Лозинської.

## Загальні відомості
Народився в селі Буяничі біля Могилева.
Після закінчення гімназії вступив на юридичний факультет Харківського університету, але через матеріальну скруту не змін продовжити навчання — пішов в армію, співав у полковому хорі.
1920—1929 років навчався у Київській консерваторії (клас М. Чистякова). Під час навчання працював солістом капели «Думка».
Соліст Харківської (1925 — 27), Одеської (1924 — 41 і 1946 — 51) та Ленінградської (1943 — 45) опер.

## Партії
Найкращі партії: Тарас Бульба (в однойменній опері М. Лисенка), Чуб («Ніч перед Різдвом» М. Римського-Корсакова), Карась («Запорожець за Дунаєм» С. Гулака-Артемовського), Дон-Базіліо («Севільський цирульник» Дж. А. Россіні) та ін.